# Siletz (Oregon)
Pour les articles homonymes, voir Siletz.
Siletz est une municipalité américaine située dans le comté de Lincoln en Oregon.
Lors du recensement de 2010, sa population est de 1 212 habitants. La municipalité s'étend sur 0,63 mille carré (1,63 km2).
La localité est fondée en 1910, à proximité de la réserve indienne de Siletz. Elle devient une municipalité le 31 mars 1947.